# يفهين كونوبليانكا
ييفغين أوليغوفيتش كونوبليانكا (بالأوكرانية: Євге́н Оле́гович Конопля́нка) (مواليد 29 سبتمبر 1989 في كيروفوراد، جمهورية أوكرانيا السوفيتية الاشتراكية) لاعب كرة قدم أوكراني يجيد اللعب في مركز الجناح ويلعب حاليا في نادي إشبيلية الإسباني منذ 2015.

## روابط خارجية
- يفهين كونوبليانكا على موقع IMDb (الإنجليزية)
- يفهين كونوبليانكا على موقع الاتحاد الدولي (مؤرشف)  (الإنجليزية)
- يفهين كونوبليانكا على موقع الاتحاد الأوربي (الإنجليزية)
- يفهين كونوبليانكا على موقع اتحاد أوكرانيا (الإنجليزية)
- يفهين كونوبليانكا على موقع إي إس بي إن إف سي (الإنجليزية)
- يفهين كونوبليانكا على موقع قاعدة بيانات كرة القدم.إي يو (الإنجليزية)
- يفهين كونوبليانكا على موقع بيانات كرة القدم. دي إي (الألمانية)
- يفهين كونوبليانكا على موقع ناشيونال فوتبول تيمز (الإنجليزية)
- يفهين كونوبليانكا على موقع Soccerbase.com (لاعب) (الإنجليزية)
- يفهين كونوبليانكا على موقع Soccerway.com (الإنجليزية)
- يفهين كونوبليانكا على موقع عالم كرة القدم.نت (الإنجليزية)